# Rafael Moreno Aranzadi
Rafael Moreno Aranzadi (becenevén Pichichi; Bilbao, 1892. május 23. – 1922. március 2.) olimpiai ezüstérmes spanyol válogatott labdarúgó.

## Pályafutása
Aranzadi egyetlen klubcsapatban, a szülővárosában működő Athletic Clubban játszott, amellyel négy alkalommal megnyerte a Királykupát (1914, 1915, 1916 és 1922).
Tagja volt annak a spanyol olimpiai válogatottnak, amely ezüstérmet szerzett az 1920-as antwerpeni olimpián. Itt mind az öt mérkőzésen pályára lépett.

## Halála és emlékezete
Még 30 éves sem volt, amikor váratlanul elhunyt. Halálának oka ma is bizonytalan, a legvalószínűbb, hogy hastífusz végzett vele, de vannak, akik azt mondják, hogy romlott osztriga fogyasztása miatti mérgezésben hunyt el. Emlékére már 1926. december 5-én felavattak egy bronzból készült mellszobrot az akkori San Mamés Stadionban. A szobor ma az új San Mamés Stadionban is látható.
Az ő emlékére adják át minden évben a spanyol bajnokság legtöbb gólt szerző játékosának a Pichichi-trófeát.